# Feliks Żochowski

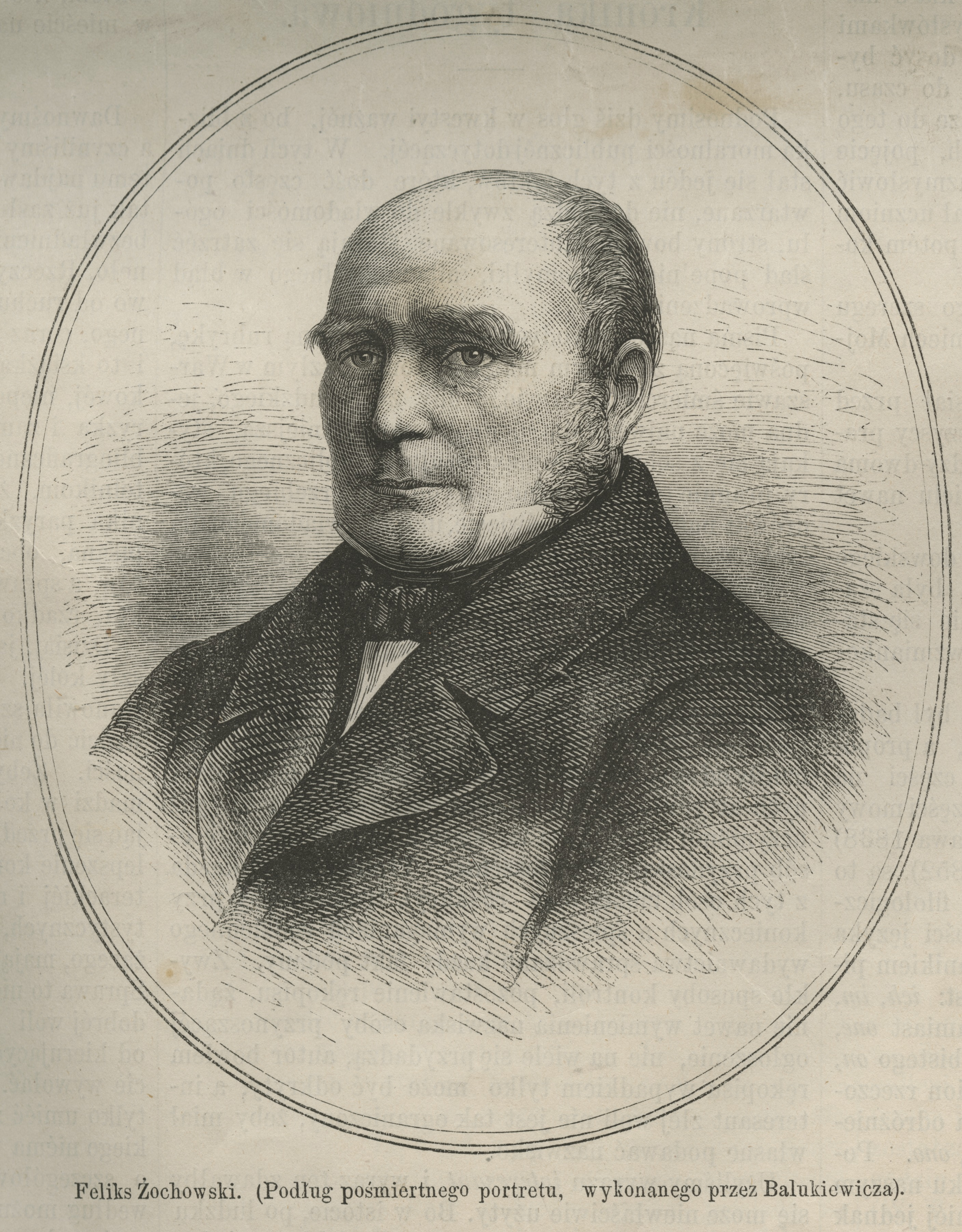
Feliks Żochowski, według pośmiertnego portretu wykonanego przez Balukiewicza

Feliks Żochowski (ur. 15 sierpnia 1802 w Żeleźnikach, zm. 20 stycznia 1868 w Warszawie) – polski językoznawca, encyklopedysta oraz nauczyciel .

## Rodzina
Urodził się w 1802 roku w Żeleźnikach w powiecie węgrowskim na Podlasiu, jako syn Elżbiety z domu Pogorzelskiej oraz Marcina. Był spokrewniony z Fryderykiem Chopinem, którego był kuzynem .

## Życiorys
W latach 1817–1825 uczęszczał do Szkoły Wojewódzkiej w Lublinie. W okresie 1825–1828 studiował na Wydziale Nauk i Sztuk Pięknych Uniwersytetu Warszawskiego, uzyskując tytuł magistra nauk i sztuk pięknych. Podczas studiów pracował jako wychowawca Fryderyka Chopina .
W latach 1828–1830 był nauczycielem w Szkole Wydziałowej przy ulicy Królewskiej w Warszawie, a także w latach 1829–1830 oraz 1832–1848 w Szkole Rabinów w Warszawie. W latach 1831–1832 brał udział w powstaniu listopadowym, służąc w artylerii Gwardii Narodowej Wojska Polskiego .
Po upadku powstania powrócił do pracy dydaktycznej w warszawskiej Szkole Rabinów, a następnie nauczał w wielu innych placówkach oświatowych. W latach 1833–1841 pracował jako nauczyciel w Szkole Obwodowej przy ulicy Nowy Świat, w latach 1841–1842 w Szkole Powiatowej na Muranowie, w latach 1842–1848 w I Gimnazjum w Warszawie, w latach 1848–1860 w Instytucie Szlacheckim, w latach 1860–1862 w Szkole Powiatowej przy ulicy Rymarskiej. W latach 1862–1865 pełnił funkcję dyrektora Gimnazjum w Radomiu .
Zmarł w 1868 roku w Warszawie. Został pochowany na cmentarzu powązkowskim .

## Publikacje
Był autorem publikacji z zakresu gramatyki języka polskiego:
- Części mowy odmieniające się przez przypadki (1838)[3] ,
- Mównia języka polskiego (1852)[3] [4] .

W połowie XIX wieku uchodził za eksperta w dziedzinie języka polskiego. Pełnił funkcję konsultanta przy redakcji wydań historycznych dokumentów. Historycy zwracali się do niego m.in. w sprawie analizy tekstów ustaw i praw Kazimierza Jagiellończyka z sejmu piotrkowskiego z 1447 roku, w celu wyjaśnienia znaczenia wyrazów nieznanych Samuelowi Lindemu, autorowi Słownika języka polskiego .
Był także encyklopedystą – pisał hasła z zakresu języka polskiego do 28-tomowej Encyklopedii Powszechnej Orgelbranda (1859–1868). Jego nazwisko widnieje w tomie I z 1859 roku na liście autorów haseł .